# Varšavská gubernie
Varšavská gubernie (polsky Gubernia warszawska, rusky Варшавская губерния, Varšavskaja gubernija) byla správní jednotkou (gubernií) Kongresového Polska.
Byla vytvořena v roce 1844 sloučením Mazovské a Kališské gubernie a jejím sídlem byla Varšava. V roce 1867 byla území Varšavské gubernie rozdělena do tří menších gubernií: zmenšené Varšavské gubernie, Piotrkovské gubernie a obnovené Kališské gubernie.
Malou reformou v roce 1893 bylo území Varšavské gubernie zvětšeno připojením malých částí Plocké a Lomžské gubernie.

## Obyvatelstvo
Během sčítání lidu v roce 1897 se zjišťoval obcovací jazyk, výsledky jsou uvedeny v tabulce níže:
| Jazyk                                | Počet     | procento (%) | muži    | ženy    |
| ------------------------------------ | --------- | ------------ | ------- | ------- |
| polština                             | 1 420 436 | 73,52        | 687 210 | 733 226 |
| jidiš                                | 317 169   | 16,41        | 154 603 | 162 566 |
| ruština                              | 87 850    | 4.54         | 13 551  | 1 586   |
| němčina                              | 77 160    | 3,99         | 37 984  | 39 176  |
| ukrajinština                         | 15 930    | 0,82         | 15 623  | 307     |
| rumunština                           | 2 299     | > 0,01       | 2 293   | 6       |
| lotyština                            | 1 759     | > 0,01       | 1 738   | 21      |
| estonština                           | 1 566     | > 0,01       | 1 555   | 11      |
| tatarština                           | 1473      | > 0,01       | 1 437   | 36      |
| běloruština                          | 1 343     | > 0,01       | 1 234   | 109     |
| ostatní                              | 4 824     | 0,24         | 3 289   | 1 535   |
| osoby, které neuvedly obcovací jazyk | 54        | > 0,01       | 33      | 21      |
| Celkem                               | 1 931 867 | 100          | 977 948 | 953 919 |

## Gubernátoři
- Jevgenij Rožnov (1863–1866)
- baron Nikolaj Medem (1866–1892)
- Julij Andrejev (1892–1897)
- Dmitrij Martynov (1897–1907)
- baron Semjon Korff (20.01.1907–1914)
- Pjotr Stremouchov (1914–1916)

## Administrativní dělení
Administrativní dělení odpovídá stavu po reformě v roce 1867, která byla zavedena v důsledku porážky listopadového povstání a pevněji svázala Polské království se správní strukturou Ruské říše. Reforma zavedla novou entitu nižší úrovně újezd, polsky powiat.
| Sídlo ujezdu  | Rozloha | Obyvatelstvo (1897) | Poznámky                                  |
| ------------- | ------- | ------------------- | ----------------------------------------- |
| Błonie        | 948,5   | 104 776             |                                           |
| Góra Kalwaria | —       | —                   | v roce 1879 byl začleněn do ujezdu Grójec |
| Gostynin      | 1 053,7 | 81 335              |                                           |
| Grójec        | 1 467,4 | 108 351             |                                           |
| Kutno         | 804,5   | 82 499              |                                           |
| Łowicz        | 1 060,2 | 82 686              |                                           |
| Nieszawa      | 1 125,4 | 79 507              |                                           |
| Nowomińsk     | 1 200,4 | 94 471              |                                           |
| Płońsk        | 1 258,7 | 91 360              | do roku 1893 součástí Plocké gubernie     |
| Pułtusk       | 1 340,7 | 103 450             | do roku 1893 součástí Lomžské gubernie    |
| Radzymin      | 1 036,3 | 63 092              |                                           |
| Skierniewice  | 670,5   | 52 622              |                                           |
| Sochaczew     | 931,9   | 64 327              |                                           |
| Warszawa      | 1 317,3 | 826 780             |                                           |
| Włocławek     | 1 143,7 | 96 611              |                                           |